# 65. Kongress der Vereinigten Staaten
Der 65. Kongress der Vereinigten Staaten, bestehend aus dem Repräsentantenhaus und dem Senat, war die Legislative der Vereinigten Staaten. Seine Legislaturperiode dauerte vom 4. März 1917 bis zum 4. März 1919. Alle Abgeordneten des Repräsentantenhauses sowie ein Drittel der Senatoren (Klasse I) waren im November 1916 bzw. im September für den Bundesstaat Maine bei den Kongresswahlen gewählt worden. Dabei errang die Demokratische Partei die Mehrheit im Senat. Im Repräsentantenhaus hatte zwar die Republikanische Partei die meisten Sitze. Allerdings konnten sich die Demokraten mit Hilfe von Abgeordneten kleinerer Parteien die Mehrheit der Sitze sichern. Präsident in dieser Zeit war der Demokrat Woodrow Wilson. Der Kongress tagte in der amerikanischen Bundeshauptstadt Washington, D.C. Die Vereinigten Staaten bestanden damals aus 48 Bundesstaaten. Die Sitzverteilung im Repräsentantenhaus basierte auf der Volkszählung von 1910.

## Wichtige Ereignisse
Siehe auch 1917, 1918 und 1919
Ein großer Teil der Legislaturperiode des 65. Kongresses war von den Ereignissen des Ersten Weltkriegs geprägt, an dem die Vereinigten Staaten seit dem 6. April 1917 aktiv teilnahmen.
- 4. März 1917: Beginn der Legislaturperiode des 65. Kongresses. Mit Jeannette Rankin zieht erstmals eine Frau in das US-Repräsentantenhaus ein. Sie vertritt den Staat Montana.
- 31. März 1917: Das bisherige Dänisch-Westindien geht für 25 Millionen Dollar an die Vereinigten Staaten über und erhält den Namen Amerikanische Jungferninseln.
- 2. April 1917: Präsident Wilson legt dem Kongress nahe, die Kriegserklärung an Deutschland auszusprechen. (Erster Weltkrieg). Diese erfolgte dann am 6. April.
- 10. April 1917: Bei der Explosion einer Munitionsfabrik in Chester in Pennsylvania kommen 133 Menschen ums Leben.
- 21. Mai 1917: Bei einem Feuer in Atlanta werden Teile der Stadt (73 Blocks) zerstört.
- 26. Mai 1917:Bei einem Tornado in Illinois sterben 101 Menschen.
- 1. Juli 1917: Im Zusammenhang mit einem Arbeitskampf kommt es in East St. Louis zu Rassenunruhen. Dabei kommen 250 Menschen ums Leben.
- 12. Juli 1917: Das Unternehmen Phelps Dodge weist über 1000 verdächtige Mitglieder der Industrial Workers of the World in Bisbee in Arizona aus.
- August 1917: In Oklahoma kommt es zur sogenannten Green Corn Rebellion, einem Aufstand gegen die Wehrpflicht.
- 24. November 1917: In Milwaukee in Wisconsin kommen neun Polizisten bei einem Bombenattentat ums Leben.
- 26. Dezember 1917: Die meisten amerikanischen Eisenbahnen werden vorübergehend der United States Railroad Administration unterstellt. Damit soll der Transport von Truppen und Material während des Ersten Weltkriegs optimiert werden.
- 8. Januar 1918: Präsident Wilson verkündet sein 14-Punkte-Programm
- 4. März 1918: In Camp Fuston in Kansas wird der erste Fall der Spanische Grippe festgestellt. Daraus entwickelte sich eine Pandemie, der bis 1920 mehrere Dutzend Millionen Menschen weltweit zum Opfer fallen.
- 12. Mai 1918: Die amerikanische Post beginnt den regulären Luftpostbetrieb.
- November 1918: Bei den Kongresswahlen erringen die Republikaner die Mehrheit in beiden Kammern.
- 9. November 1918: Waffenstillstand im Ersten Weltkrieg.
- 4. Dezember 1918: Präsident Wilson reist per Schiff zu der Friedensverhandlungen nach Paris. Er ist der erste amerikanische Präsident, der während seiner Amtszeit Europa bereist.
- 15. Januar 1919: Bei der Melassekatastrophe von Boston sterben 21 Menschen, 150 werden verletzt.
- 16. Januar 1919: Der 18. Zusatzartikel zur Verfassung der Vereinigten Staaten tritt in Kraft. Dabei handelt es sich um das Prohibitionsgesetz. Es wird 1933 mit dem 21. Verfassungszusatz wegen praktischer Undurchführbarkeit wieder aufgehoben.
- 25. Februar 1919: Oregon führt als erster US-Staat eine Mineralölsteuer ein.

## Die wichtigsten Gesetze
In den Sitzungsperioden des 65. Kongresses wurden unter anderem folgende Bundesgesetze verabschiedet (siehe auch: Gesetzgebungsverfahren):
- 6. April 1917: Kriegserklärung an Deutschland.
- 24. April 1917: First Liberty Bond Act, siehe Liberty Bonds
- 12. Mai 1917: Enemy Vessel Confiscation Joint Resolution
- 12. Mai 1917: First Army Appropriations Act of 1917
- 18. Mai 1917: Selective Service Act of 1917
- 29. Mai 1917: Esch Car Service Act of 1917
- 15. Juni 1917: Emergency Shipping Fund Act of 1917
- 15. Juni 1917: Second Army Appropriations Act of 1917
- 15. Juni 1917: Espionage Act of 1917
- 8. August 1917: River and Harbor Act of 1917
- 10. August 1917: Priority of Shipments Act of 1917
- 10. August 1917: Food and Fuel Control Act
- 1. Oktober 1917: Second Liberty Bond Act, siehe Liberty Bonds
- 1. Oktober 1917: Aircraft Board Act of 1917
- 3. Oktober 1917: War Revenue Act of 1917
- 5. Oktober 1917: Repatriation Act of 1917
- 6. Oktober 1917: Explosives Act of 1917
- 6. Oktober 1917: War Risk Insurance Act of 1917
- 6. Oktober 1917: International Emergency Economic Powers Act
- 7. Dezember 1917: Kriegserklärung an Österreich-Ungarn
- 24. Februar 1918: Revenue Act of 1918
- 8. März 1918: Soldiers’ and Sailors’ Civil Relief Act
- 19. März 1918: 1918 Standard Time Act
- 21. März 1918: Federal Control Act of 1918
- 4. April 1918: Third Liberty Bond Act, siehe Liberty Bonds
- 5. April 1918: War Finance Corporation Act
- 10. April 1918: Webb-Pomerene Act
- 18. April 1918: American Forces Abroad Indemnity Act
- 20. April 1918: Destruction of War Materials Act
- 23. April 1918: Pittman Act
- 9. Mai 1918: Alien Naturalization Act
- 16. Mai 1918: Housing Act of 1918
- 16. Mai 1918: Sedition Act of 1918
- 20. Mai 1918: Departmental Reorganization Act
- 22. Mai 1918: Passport Control Act
- 31. Mai 1918: Saulsbury Resolution
- 27. Juni 1918: Veterans Rehabilitation Act
- 3. Juli 1918: Migratory Bird Treaty Act of 1918
- 9. Juli 1918: Fourth Liberty Bond Act, siehe Liberty Bonds
- 9. Juli 1918: Army Appropriations Act of 1918
- 18. Juli 1918: River and Harbor Act of 1918
- 18. Juli 1918: Charter Rate and Requisition Act of 1918
- 16. Oktober 1918: Immigration Act of 1918
- 16. Oktober 1918: Corrupt Practices Act of 1918
- 7. November 1918: National Bank Consolidation Act of 1918
- 21. November 1918: Food Production Stimulation Act
- 24. Februar 1919: Child Labor Act of 1919
- 26. Februar 1919: Grand Canyon Park Act of 1919
- 26. Februar 1919: Acadia National Park Act of 1919 siehe Acadia-Nationalpark
- 2. März 1919: War Risk Insurance Act of 1919
- 2. März 1919: River and Harbors Act of 1919
- 3. März 1919: Hospitalization Act of 1919
- 3. März 1919: Fifth Liberty Bond Act
- 4. März 1919: Wheat Price Guarantee Act

## Zusammensetzung nach Parteien

### Senat
- Demokratische Partei: 54(Mehrheit)
- Republikanische Partei: 42
- Sonstige: 0
- Vakant: 0

Gesamt: 96

### Repräsentantenhaus
- Demokratische Partei: 214
- Republikanische Partei: 215
- Sonstige: 6
- Vakant: 0

Gesamt: 435
Anmerkung: Vier Abgeordneten aus den Splitterparteien verhalfen den Demokraten zur Mehrheit.
Außerdem gab es noch fünf nicht stimmberechtigte Kongressdelegierte.

## Amtsträger

### Senat
- Präsident des Senats: Thomas Riley Marshall (D)
- Präsident pro tempore: Willard Saulsbury junior (D)

#### Führung der Mehrheitspartei
- Mehrheitswhip: J. Hamilton Lewis (D)

#### Führung der Minderheitspartei
- Minderheitswhip: Charles Curtis (R)

### Repräsentantenhaus
- Sprecher des Repräsentantenhauses: Champ Clark (D)

#### Führung der Mehrheitspartei
- Mehrheitsführer: Claude Kitchin (D)

#### Führung der Minderheitspartei
- Minderheitsführer: James Mann (R)

## Senatsmitglieder
Im 65. Kongress vertraten folgende Senatoren ihre jeweiligen Bundesstaaten:
| Alabama - 2. John H. Bankhead (D) - 3. Oscar Underwood (D) Arizona - 1. Henry F. Ashurst (D) - 3. Marcus A. Smith (D) Arkansas - 2. Joseph Taylor Robinson (D) - 3. William F. Kirby (D) Kalifornien - 1. Hiram Johnson (R) ab dem 16. März 1917 - 3. James D. Phelan (D) Colorado - 2. John F. Shafroth (D) - 3. Charles Spalding Thomas (D) Connecticut - 1. George P. McLean (R) - 3. Frank B. Brandegee (R) Delaware - 1. Josiah O. Wolcott (D) - 2. Willard Saulsbury Jr (D) Florida - 1. Park Trammell (D) - 3. Duncan U. Fletcher (D) Georgia - 2. Thomas W. Hardwick (D) - 3. Michael Hoke Smith (D) Idaho - 2. William Borah (R) - 3. James H. Brady (R) bis zum 13. Januar 1918 - John F. Nugent (D) ab dem 22. Januar 1918 Illinois - 2. J. Hamilton Lewis (D) - 3. Lawrence Yates Sherman (R) Indiana - 1. Harry S. New (R) - 3. James Eli Watson (R) Iowa - 2. William Squire Kenyon (R) - 3. Albert B. Cummins (R) Kansas - 2. William Howard Thompson (D) - 3. Charles Curtis (R) Kentucky - 2. Ollie Murray James (D) bis zum 28. August 1918 - George B. Martin (D) ab dem 7. September 1918 - 3. J. C. W. Beckham (D) Louisiana - 2. Joseph E. Ransdell (D) - 3. Robert F. Broussard (D) bis zum 12. April 1918 - Walter Guion (D) vom 22. April bis zum 5. November 1918 - Edward James Gay (D) ab dem 6. November 1918 Maine - 1. Frederick Hale (R) - 2. Bert M. Fernald (R) Maryland - 1. Joseph Irwin France (R) - 3. John Walter Smith (D) Massachusetts - 1. Henry Cabot Lodge (R) - 2. John Wingate Weeks (R) Michigan - 1. Charles E. Townsend (R) - 2. William Alden Smith (R) Minnesota - 1. Frank Billings Kellogg (R) - 2. Knute Nelson (R) Mississippi - 1. John Sharp Williams (D) - 2. James K. Vardaman (D) Missouri - 1. James A. Reed (R) - 3. William J. Stone (D) bis zum 14. April 1918 - Xenophon P. Wilfley (D) vom 30. April bis zum 5. November 1918 - Selden P. Spencer (R) ab dem 6. November 1918 Montana - 1. Henry L. Myers (D) - 2. Thomas J. Walsh (D) Nebraska - 1. Gilbert Monell Hitchcock (D) - 2. George W. Norris (R) | Nevada - 1. Key Pittman (D) - 3. Francis G. Newlands (D) bis zum 24. Dezember 1917 - Charles B. Henderson (D) ab dem 12. Januar 1918 New Hampshire - 2. Henry F. Hollis (D) - 3. Jacob Harold Gallinger (R) bis zum 17. August 1918 - Irving W. Drew (R) vom 2. September bis zum 5. November 1918 - George H. Moses (R) ab dem 6. November 1918 New Jersey - 1. Joseph Sherman Frelinghuysen (R) - 2. William Hughes (D) bis zum 30. Januar 1918 - David Baird (R) ab dem 23. Februar 1918 New Mexico - 1. Andrieus A. Jones (D) - 2. Albert B. Fall (R) New York - 1. William M. Calder (R) - 3. James W. Wadsworth Jr. (R) North Carolina - 2. Furnifold McLendel Simmons (D) - 3. Lee Slater Overman (D) North Dakota - 1. Porter J. McCumber (R) - 3. Asle Gronna (R) Ohio - 1. Atlee Pomerene (D) - 3. Warren G. Harding (R) Oklahoma - 2. Robert Latham Owen (D) - 3. Thomas Gore (D) Oregon - 2. Harry Lane (D) bis zum 23. Mai 1917 - Charles L. McNary (R) vom 29. Mai 1917 bis zum 5. Nov. 1918 und erneut ab dem 18. Dez. 1918 - Frederick W. Mulkey (R) vom 6. November bis zum 17. Dezember 1918 - 3. George Earle Chamberlain (D) Pennsylvania - 1. Philander C. Knox (R) - 3. Boies Penrose (R) Rhode Island - 1. Peter G. Gerry (D) - 2. LeBaron Bradford Colt (R) South Carolina - 2. Benjamin Tillman (D) bis zum 3. Juli 1918 - Christie Benet (D) vom 6. Juli bis zum 5. November 1918 - William P. Pollock (D) ab dem 6. November 1918 - 3. Ellison D. Smith (D) South Dakota - 2. Thomas Sterling (R) - 3. Edwin S. Johnson (D) Tennessee - 1. Kenneth McKellar (D) - 2. John K. Shields (D) Texas - 1. Charles Allen Culberson (D) - 2. Morris Sheppard (D) Utah - 1. William H. King (D) - 3. Reed Smoot (R) Vermont - 1. Carroll Smalley Page (R) - 3. William P. Dillingham (R) Virginia - 1. Claude A. Swanson (D) - 2. Thomas S. Martin (D) Washington - 1. Miles Poindexter (R) - 3. Wesley Livsey Jones (R) West Virginia - 1. Howard Sutherland (R) - 2. Nathan Goff (R) Wisconsin - 1. Robert La Follette Sr. (R) - 3. Paul O. Husting (D) bis zum 21. Oktober 1917 - Irvine Lenroot (R) ab dem 18. April 1918 Wyoming - 1. John B. Kendrick (D) - 2. Francis E. Warren (R) |

## Mitglieder des Repräsentantenhauses
Folgende Kongressabgeordnete vertraten im 65. Kongress die Interessen ihrer jeweiligen Bundesstaaten:
| Alabama 10 Wahlbezirke - 1. Oscar Lee Gray (D) - 2. Stanley Hubert Dent, Jr. (D) - 3. Henry B. Steagall (D) - 4. Fred L. Blackmon (D) - 5. James Thomas Heflin (D) - 6. William Bacon Oliver (D) - 7. John Lawson Burnett (D) - 8. Edward B. Almon (D) - 9. George Huddleston (D) - 10. William B. Bankhead (D) Arizona Staatsweite Wahl - Carl Hayden (D) Arkansas 7 Wahlbezirke. - 1. Thaddeus H. Caraway (D) - 2. William Allan Oldfield (D) - 3. John N. Tillman (D) - 4. Otis Wingo (D) - 5. Henderson M. Jacoway (D) - 6. Samuel M. Taylor (D) - 7. William S. Goodwin (D) Kalifornien 11 Wahlbezirke. - 1. Clarence F. Lea (D) - 2. John E. Raker (D) - 3. Charles F. Curry (R) - 4. Julius Kahn (R) - 5. John I. Nolan (R) - 6. John A. Elston (P = Progressive Party) - 7. Denver S. Church (D) - 8. Everis A. Hayes (R) - 9. Charles Hiram Randall (Prohibitionist) - 10. Henry Z. Osborne (R) - 11. William Kettner (D) Colorado 4 Wahlbezirke - 1. Benjamin C. Hilliard (D) - 2. Charles B. Timberlake (R) - 3. Edward Keating (D) - 4. Edward T. Taylor (D) Connecticut 5 Wahlbezirke - 1. Augustine Lonergan (D) - 2. Richard P. Freeman (R) - 3. John Q. Tilson (R) - 4. Ebenezer J. Hill (R) bis zum 27. September 1917 - Schuyler Merritt (R) ab dem 6. November 1917 - 5. James P. Glynn (R) Delaware Staatsweite Wahl - Albert F. Polk (D) Florida 4 Wahlbezirke - 1. Herbert J. Drane (D) - 2. Frank Clark (D) - 3. Walter Kehoe (D) - 4. William J. Sears (D) Georgia 12 Wahlbezirke - 1. James W. Overstreet (D) - 2. Frank Park (D) - 3. Charles R. Crisp (D) - 4. William C. Adamson (D) bis zum 18. Dezember 1917 - William C. Wright (D) ab dem 16. Januar 1918 - 5. William S. Howard (D) - 6. James W. Wise (D) - 7. Gordon Lee (D) - 8. Charles Hillyer Brand (D) - 9. Thomas Montgomery Bell (D) - 10. Carl Vinson (D) - 11. John Randall Walker (D) - 12. William Washington Larsen (D) Idaho Staatsweite Wahl - Burton L. French (R) - Addison T. Smith (R) Illinois 25 Wahlbezirke. Außerdem wurden zwei Abgeordnete staatsweit gewählt - 1. Martin B. Madden (R) - 2. James Robert Mann (R) - 3. William W. Wilson (R) - 4. Charles Martin (D) bis zum 28. Oktober 1917 - John W. Rainey (D) ab dem 2. April 1918 - 5. Adolph J. Sabath (D) - 6. James McAndrews (D) - 7. Niels Juul (R) - 8. Thomas Gallagher (D) - 9. Frederick A. Britten (R) - 10. George Edmund Foss (R) - 11. Ira Clifton Copley (P) - 12. Charles Eugene Fuller (R) - 13. John C. McKenzie (R) - 14. William J. Graham (R) - 15. Edward John King (R) - 16. Clifford C. Ireland (R) - 17. John Allen Sterling (R) bis zum 17. Oktober 1918, danach blieb der Sitz vakant - 18. Joseph Gurney Cannon (R) - 19. William B. McKinley (R) - 20. Henry T. Rainey (D) - 21. Loren E. Wheeler (R) - 22. William A. Rodenberg (R) - 23. Martin D. Foster (D) - 24. Thomas Sutler Williams (R) - 25. Edward E. Denison (R) - 26. Joseph Medill McCormick (R) staatsweit gewählt - 27. William E. Mason (R) staatsweit gewählt Indiana 13 Wahlbezirke - 1. George K. Denton (D) - 2. Oscar E. Bland (R) - 3. William E. Cox (D) - 4. Lincoln Dixon (D) - 5. Everett Sanders (R) - 6. Daniel Webster Comstock (R) bis zum 19. Mai 1917 - Richard N. Elliott (R) ab dem 29. Juni 1917 - 7. Merrill Moores (R) - 8. Albert Henry Vestal (R) - 9. Fred S. Purnell (R) - 10. William Robert Wood (R) - 11. Milton Kraus (R) - 12. Louis W. Fairfield (R) - 13. Henry A. Barnhart (D) Iowa 11 Wahlbezirke - 1. Charles A. Kennedy (R) - 2. Harry E. Hull (R) - 3. Burton E. Sweet (R) - 4. Gilbert N. Haugen (R) - 5. James William Good (R) - 6. C. William Ramseyer (R) - 7. Cassius C. Dowell (R) - 8. Horace Mann Towner (R) - 9. William R. Green (R) - 10. Frank P. Woods (R) - 11. George Cromwell Scott (R) Kansas 8 Wahlbezirke. - 1. Daniel Anthony Jr. (R) - 2. Edward C. Little (R) - 3. Philip P. Campbell (R) - 4. Dudley Doolittle (D) - 5. Guy T. Helvering (D) - 6. John R. Connelly (D) - 7. Jouett Shouse (D) - 8. William Augustus Ayres (R) Kentucky 11 Wahlbezirke - 1. Alben W. Barkley (D) - 2. David Hayes Kincheloe (D) - 3. Robert Y. Thomas (D) - 4. Ben Johnson (D) - 5. J. Swagar Sherley (D) - 6. Arthur B. Rouse (D) - 7. J. Campbell Cantrill (D) - 8. Harvey Helm (D) bis zum 3. März 1919 - 9. William J. Fields (D) - 10. John W. Langley (R) - 11. Caleb Powers (R) Louisiana 8 Wahlbezirke - 1. Albert Estopinal (D) - 2. H. Garland Dupré (D) - 3. Whitmell P. Martin (P) - 4. John T. Watkins (D) - 5. Riley J. Wilson (D) - 6. Jared Y. Sanders (D) - 7. Ladislas Lazaro (D) - 8. James Benjamin Aswell (D) Maine 4 Wahlbezirke - 1. Louis B. Goodall (R) - 2. Wallace H. White (R) - 3. John A. Peters (R) - 4. Ira G. Hersey (R) Maryland 6 Wahlbezirke. - 1. Jesse Price (D) - 2. Joshua Talbott (D) bis zum 5. Oktober 1918 - Carville Benson (D) ab dem 5. November 1918 - 3. Charles Pearce Coady (D) - 4. John Charles Linthicum (D) - 5. Sydney Emanuel Mudd II (R) - 6. Frederick Nicholas Zihlman (R) Massachusetts 16 Wahlbezirke - 1. Allen T. Treadway (R) - 2. Frederick H. Gillett (R) - 3. Calvin Paige (R) - 4. Samuel Winslow (R) - 5. John Jacob Rogers (R) - 6. Augustus Peabody Gardner (R) bis zum 15. Mai 1917 - Willfred W. Lufkin (R) ab dem 6. November 1917 - 7. Michael Francis Phelan (D) - 8. Frederick W. Dallinger (R) - 9. Alvan T. Fuller (R) - 10. Peter Francis Tague (D) - 11. George H. Tinkham (R) - 12. James A. Gallivan (D) - 13. William Henry Carter (R) - 14. Richard Olney (D) - 15. William S. Greene (R) - 16. Joseph Walsh (R) Michigan 13 Wahlbezirke - 1. Frank Ellsworth Doremus (D) - 2. Mark R. Bacon (R) bis zum 13. Dezember 1917 - Samuel Beakes (D) ab dem 13. Dezember 1917 - 3. John M. C. Smith (R) - 4. Edward L. Hamilton (R) - 5. Carl E. Mapes (R) - 6. Patrick H. Kelley (R) - 7. Louis C. Cramton (R) - 8. Joseph W. Fordney (R) - 9. James C. McLaughlin (R) - 10. Gilbert A. Currie (R) - 11. Frank D. Scott (R) - 12. W. Frank James (R) - 13. Charles Archibald Nichols (R) Minnesota 10. Wahlbezirke - 1. Sydney Anderson (R) - 2. Franklin Ellsworth (R) - 3. Charles Russell Davis (R) - 4. Carl Van Dyke (D) - 5. Ernest Lundeen (R) - 6. Harold Knutson (R) - 7. Andrew Volstead (R) - 8. Clarence B. Miller (R) - 9. Halvor Steenerson (R) - 10. Thomas David Schall (R) Mississippi 8 Wahlbezirke - 1. Ezekiel S. Candler (D) - 2. Hubert D. Stephens (D) - 3. Benjamin G. Humphreys II (D) - 4. Thomas U. Sisson (D) - 5. William W. Venable (D) - 6. Pat Harrison (D) - 7. Percy Quin (D) - 8. James William Collier (D) Missouri 16 Wahlbezirke - 1. Milton A. Romjue (D) - 2. William W. Rucker (D) - 3. Joshua W. Alexander (D) - 4. Charles F. Booher (D) - 5. William Patterson Borland (D) bis zum 20. Februar 1919, danach blieb der Sitz vakant - 6. Clement C. Dickinson (D) - 7. Courtney W. Hamlin (D) - 8. Dorsey William Shackleford (D) - 9. Champ Clark (D) - 10. Jacob Edwin Meeker (R) bis zum 16. Oktober 1918 - Frederick Essen (R) ab dem 5. November 1918 - 11. William L. Igoe (D) - 12. Leonidas C. Dyer (R) - 13. Walter Lewis Hensley (D) - 14. Joseph J. Russell (D) - 15. Perl D. Decker (D) - 16. Thomas L. Rubey (D) Montana Staatsweite Wahl - John M. Evans (D) - Jeannette Rankin (R) Nebraska 6 Wahlbezirke - 1. C. Frank Reavis (R) - 2. Charles O. Lobeck (D) - 3. Dan V. Stephens (D) - 4. Charles Henry Sloan (R) - 5. Ashton C. Shallenberger (D) - 6. Moses P. Kinkaid (R) | Nevada Staatsweite Wahl - Edwin Ewing Roberts (R) New Hampshire 2 Wahlbezirke - 1. Cyrus A. Sulloway (R) bis zum 11. März 1917 - Sherman Everett Burroughs (R) ab dem 29. Mai 1917 - 2. Edward Hills Wason (R) New Jersey 12 Wahlbezirke - 1. William J. Browning (R) - 2. Isaac Bacharach (R) - 3. Thomas J. Scully (D) - 4. Elijah C. Hutchinson (R) - 5. John H. Capstick (R) bis zum 17. März 1918 - William F. Birch (R) ab dem 5. November 1918 - 6. John R. Ramsey (R) - 7. Dow H. Drukker (R) - 8. Edward W. Gray (R) - 9. Richard W. Parker (R) - 10. Frederick R. Lehlbach (R) - 11. John J. Eagan (D) - 12. James A. Hamill (D) New Mexico Staatsweite Wahl - William Bell Walton (D) New York 43 Wahlbezirke - 1. Frederick C. Hicks (R) - 2. C. Pope Caldwell (D) - 3. Joseph V. Flynn (D) - 4. Harry H. Dale (D) bis zum 6. Januar 1919, danach blieb der Sitz vakant - 5. James P. Maher (D) - 6. Frederick W. Rowe (R) - 7. John Joseph Fitzgerald (D) bis zum 31. Dezember 1917 - John J. Delaney (D) ab dem 5. März 1918 - 8. Daniel J. Griffin (D) bis zum 31. Dezember 1917 - William E. Cleary (D) ab dem 5. März 1918 - 9. Oscar W. Swift (R) - 10. Reuben L. Haskell (R) - 11. Daniel J. Riordan (D) - 12. Meyer London (Sozialist) - 13. Christopher D. Sullivan (D) - 14. Fiorello LaGuardia (R) - 15. Thomas Francis Smith (D) ab dem 12. April 1917 - 16. Peter J. Dooling (D) - 17. John F. Carew (D) - 18. George B. Francis (R) - 19. Walter M. Chandler (R) - 20. Isaac Siegel (R) - 21. George Murray Hulbert (D) bis zum 1. Januar 1918 - Jerome F. Donovan (D) ab dem 5. März 1918 - 22. Henry Bruckner (D) bis zum 31. Dezember 1917 - Anthony J. Griffin (D) ab dem 5. März 1918 - 23. Daniel C. Oliver (D) - 24. Benjamin L. Fairchild (R) - 25. James W. Husted (R) - 26. Edmund Platt (R) - 27. Charles B. Ward (R) - 28. Rollin B. Sanford (R) - 29. James S. Parker (R) - 30. George R. Lunn (D) - 31. Bertrand Snell (R) - 32. Luther W. Mott (R) - 33. Homer P. Snyder (R) - 34. George Winthrop Fairchild (R) - 35. Walter W. Magee (R) - 36. Norman J. Gould (R) - 37. Harry H. Pratt (R) - 38. Thomas B. Dunn (R) - 39. Archie D. Sanders (R) - 40. S. Wallace Dempsey (R) - 41. Charles Bennett Smith (D) - 42. William F. Waldow (R) - 43. Charles Mann Hamilton (R) North Carolina 10 Wahlbezirke - 1. John Humphrey Small (D) - 2. Claude Kitchin (D) - 3. George E. Hood (D) - 4. Edward W. Pou (D) - 5. Charles Manly Stedman (D) - 6. Hannibal Lafayette Godwin (D) - 7. Leonidas D. Robinson (D) - 8. Robert L. Doughton (D) - 9. Edwin Y. Webb (D) - 10. Zebulon Weaver (D) bis zum 1. März 1919 - James Jefferson Britt (R) ab dem 1. März 1919 North Dakota 3 Wahlbezirke - 1. Henry Thomas Helgesen (R) bis zum 10. April 1917 - John Miller Baer (R) ab dem 20. Juli 1917 - 2. George M. Young (R) - 3. Patrick Daniel Norton (R) Ohio 22 Wahlbezirke - 1. Nicholas Longworth (R) - 2. Victor Heintz (R) - 3. Warren Gard (D) - 4. Benjamin F. Welty (D) - 5. John S. Snook (D) - 6. Charles Cyrus Kearns (R) - 7. Simeon D. Fess (R) - 8. John A. Key (D) - 9. Isaac R. Sherwood (D) - 10. Robert M. Switzer (R) - 11. Horatio C. Claypool (D) - 12. Clement L. Brumbaugh (D) - 13. Arthur W. Overmyer (D) - 14. Ellsworth Raymond Bathrick (D) bis zum 23. Dezember 1917 - Martin Davey (D) ab dem 5. November 1918 - 15. George White (D) - 16. Roscoe C. McCulloch (R) - 17. William A. Ashbrook (D) - 18. David Hollingsworth (R) - 19. John G. Cooper (R) - 20. William Gordon (D) - 21. Robert Crosser (D) - 22. Henry I. Emerson (R) Oklahoma 8 Wahlbezirke - 1. Thomas Alberter Chandler (R) - 2. William W. Hastings (D) - 3. Charles D. Carter (D) - 4. Thomas D. McKeown (D) - 5. Joseph Bryan Thompson (D) - 6. Scott Ferris (D) - 7. James V. McClintic (D) - 8. Dick Thompson Morgan (R) Oregon 3 Wahlbezirke - 1. Willis C. Hawley (R) - 2. Nicholas J. Sinnott (R) - 3. Clifton N. McArthur (R) Pennsylvania 32 Wahlbezirke. Außerdem wurden vier Abgeordnete staatsweit gewählt - 1. William Scott Vare (R) - 2. George Scott Graham (R) - 3. J. Hampton Moore (R) - 4. George W. Edmonds (R) - 5. Peter E. Costello (R) - 6. George P. Darrow (R) - 7. Thomas S. Butler (R) - 8. Henry Winfield Watson (R) - 9. William Walton Griest (R) - 10. John R. Farr (R) - 11. Thomas W. Templeton (R) - 12. Robert Douglas Heaton (R) - 13. Arthur Granville Dewalt (D) - 14. Louis Thomas McFadden (R) - 15. Edgar Raymond Kiess (R) - 16. John Vandling Lesher (D) - 17. Benjamin K. Focht (R) - 18. Aaron Shenk Kreider (R) - 19. John Marshall Rose (R) - 20. Andrew R. Brodbeck (D) - 21. Charles Hedding Rowland (R) - 22. Edward Everett Robbins (R) bis zum 25. Januar 1919, danach blieb der Sitz vakant - 23. Bruce Foster Sterling (D) - 24. Henry Wilson Temple (R) - 25. Henry Alden Clark (R) - 26. Henry Joseph Steele (D) - 27. Nathan Leroy Strong (R) - 28. Orrin Dubbs Bleakley (R) bis zum 3. April 1917 - Earl Hanley Beshlin (D) ab dem 6. November 1917 - 29. Stephen Geyer Porter (R) - 30. Melville Clyde Kelly (Progressive Party) - 31. John M. Morin (R) - 32. Guy Edgar Campbell (D) - 33. Thomas S. Crago (R) staatsweit gewählt - 34. John Scott (R) staatsweit gewählt bis zum 5. Jan. 1919 - 35. Joseph McLaughlin (R) staatsweit gewählt - 36. Mahlon Morris Garland (R) staatsweit gewählt Rhode Island 3 Wahlbezirke - 1. George F. O’Shaunessy (D) - 2. Walter Russell Stiness (R) - 3. Ambrose Kennedy (R) South Carolina 7 Wahlbezirke. - 1. Richard S. Whaley (D) - 2. James F. Byrnes (D) - 3. Frederick H. Dominick (D) - 4. Samuel J. Nicholls (D) - 5. William F. Stevenson (D) - 6. J. Willard Ragsdale (D) - 7. Asbury Francis Lever (D) South Dakota 3 Wahlbezirke - 1. Charles Hall Dillon (R) - 2. Royal C. Johnson (R) - 3. Harry Gandy (D) Tennessee 10 Wahlbezirke - 1. Sam R. Sells (R) - 2. Richard W. Austin (R) - 3. John A. Moon (D) - 4. Cordell Hull (D) - 5. William C. Houston (D) - 6. Joseph W. Byrns (D) - 7. Lemuel P. Padgett (D) - 8. Thetus W. Sims (D) - 9. Finis J. Garrett (D) - 10. Hubert Fisher (D) Texas 16 Wahlbezirke. Außerdem wurden zwei Abgeordnete staatsweit gewählt - 1. Eugene Black (D) - 2. Martin Dies (D) - 3. James Young (D) - 4. Sam Rayburn (D) - 5. Hatton W. Sumners (D) - 6. Rufus Hardy (D) - 7. Alexander W. Gregg (D) - 8. Joe H. Eagle (D) - 9. Joseph J. Mansfield (D) - 10. James P. Buchanan (D) - 11. Tom Connally (D) - 12. James Clifton Wilson (D) bis zum 3. März 1919, danach blieb der Sitz vakant - 13. John Marvin Jones (D) - 14. James Luther Slayden (D) - 15. John Nance Garner (D) - 16. Thomas L. Blanton (D) - 17. Daniel E. Garrett (D) staatsweit gewählt - 18. A. Jeff McLemore (D) staatsweit gewählt Utah 2 Wahlbezirke - 1. Milton H. Welling (D) - 2. James Henry Mays (D) Vermont 2 Wahlbezirke - 1. Frank L. Greene (R) - 2. Porter H. Dale (R) Virginia 10 Wahlbezirke - 1. William Atkinson Jones (D) bis zum 17. April 1918 - S. Otis Bland (D) ab dem 2. Juli 1918 - 2. Edward Everett Holland (D) - 3. Andrew Jackson Montague (D) - 4. Walter Allen Watson (D) - 5. Edward W. Saunders (D) - 6. Carter Glass (D) bis zum 16. Dezember 1918 - James P. Woods (D) ab dem 25. Februar 1919 - 7. Thomas W. Harrison (D) - 8. Charles Creighton Carlin (D) - 9. C. Bascom Slemp (R) - 10. Henry D. Flood (D) Washington 5 Wahlbezirke - 1. John Franklin Miller (R) - 2. Lindley H. Hadley (R) - 3. Albert Johnson (R) - 4. William La Follette (R) - 5. Clarence Dill (D) West Virginia 6 Wahlbezirke - 1. Matthew M. Neely (D) - 2. George M. Bowers (R) - 3. Stuart F. Reed (R) - 4. Harry C. Woodyard (R) - 5. Edward Cooper (R) - 6. Adam Brown Littlepage (D) Wisconsin 11 Wahlbezirke - 1. Henry A. Cooper (R) - 2. Edward Voigt (R) - 3. John M. Nelson (R) - 4. William J. Cary (R) - 5. William H. Stafford (R) - 6. James H. Davidson (R) bis zum 6. August 1918 - Florian Lampert (R) ab dem 5. November 1918 - 7. John J. Esch (R) - 8. Edward E. Browne (R) - 9. David G. Classon (R) - 10. James A. Frear (R) - 11. Irvine Lenroot (R) bis zum 17. April 1918 - Adolphus Peter Nelson (R) ab dem 5. November 1918 Wyoming Staatsweite Wahlen - Franklin Wheeler Mondell (R) |

Nicht stimmberechtigte Mitglieder im Repräsentantenhaus:
- Alaska-Territorium: Charles August Sulzer (D) bis zum 7. Januar 1919
  - James Wickersham (R) ab dem 7. Januar 1919
- Hawaii-Territorium: Jonah Kūhiō Kalanianaʻole (R)
- Philippinen: 
  - 1. Jaime C. de Veyra
  - 2. Teodoro R. Yangco
- Puerto Rico: Félix Córdova Dávila ab dem 7. August 1917